# Эйд, Махмуд
Махмуд Хаир Мухаммед Дахадха (араб. محمود خير عيد دحادحة‎; род. 26 июня 1993, Швеция) — шведский и палестинский футболист, полузащитник.

## Карьера
Эйд начала карьеру в составе шведского ФК «Хаммарбю Таланг». С 2012 по 2015 года выступал за футбольные клубы «Васалундс» и «Никёпинг».

В 2016 году перешел в состав футбольного клуба «Отвидаберг», в его составе провел 16 матчей, забил 8 мячей.

С 2016 года выступает за ФК «Кальмар». В 2018 году отправлялся в аренду в состав клубов «Мьёндален» и «ГАИС».

С 2014 года начал вызваться в состав национальной сборной. По состоянию на 27 октября 2019 года провел 18 официальных матчей, в которых забил 1 гол.